# Semana Santa en Santa María de Guía
La Semana Santa de Santa María de Guía es conocida en su presentación como Semana Santa en la Ciudad de Luján. Ya que es la localidad del insigne imaginero canario José Luján Pérez, la Semana Santa de la localidad norteña grancanaria abarca diferentes actos.
Aunque en el municipio faltan algunas escenas referentes a la Pasión de Cristo (como un Ecce Homo y, sobre todo, la presencia de María Magdalena), puede considerarse que la Parroquia del Casco Histórico cuenta con una de las representaciones de los distintos pasajes más completa en la isla de Gran Canaria sobre este acontecimiento.
En cuanto a la autoría de las distintas imágenes, están presentes tallas del palmero Arsenio de Las Casas (San Juan Apóstol), del agaetense José de Armas Medina (Cristo Yacente y su Sepulcro esculpido en vitacola), algunos anónimos (Cristo de la Humildad y Paciencia, San Pedro Penitente, Cristo con la Cruz a cuestas, La Verónica) y, sobre todo, del guiense José Luján Pérez (Cristo Predicador, Oración en el Huerto, Cristo atado a la columna, Crucificado del Altar Mayor, Crucificado de la Capilla del Calvario y Virgen Dolorosa). Además de las citadas imágenes se encuentran otras dos de menor valor artístico puesto que son de serie, concretamente La entrada en Jerusalén y El Cristo Resucitado.
Otro dato peculiar de la Semana Santa guiense es que la totalidad de las imágenes que salen a la calle lo hacen sobre tronos que son cargados a hombros, a la manera tradicional, lo cual, es un detalle no tan divulgado como debiera, hecho que le da un mayor atractivo a sus desfiles por las calles del conjunto histórico, que según declaran desde la Asociación, desean que el próximo año vuelvan a ser de gran concurrencia, ya sea de forma religiosa, social o simplemente para contemplar su indudable valor artístico.

## Sábado

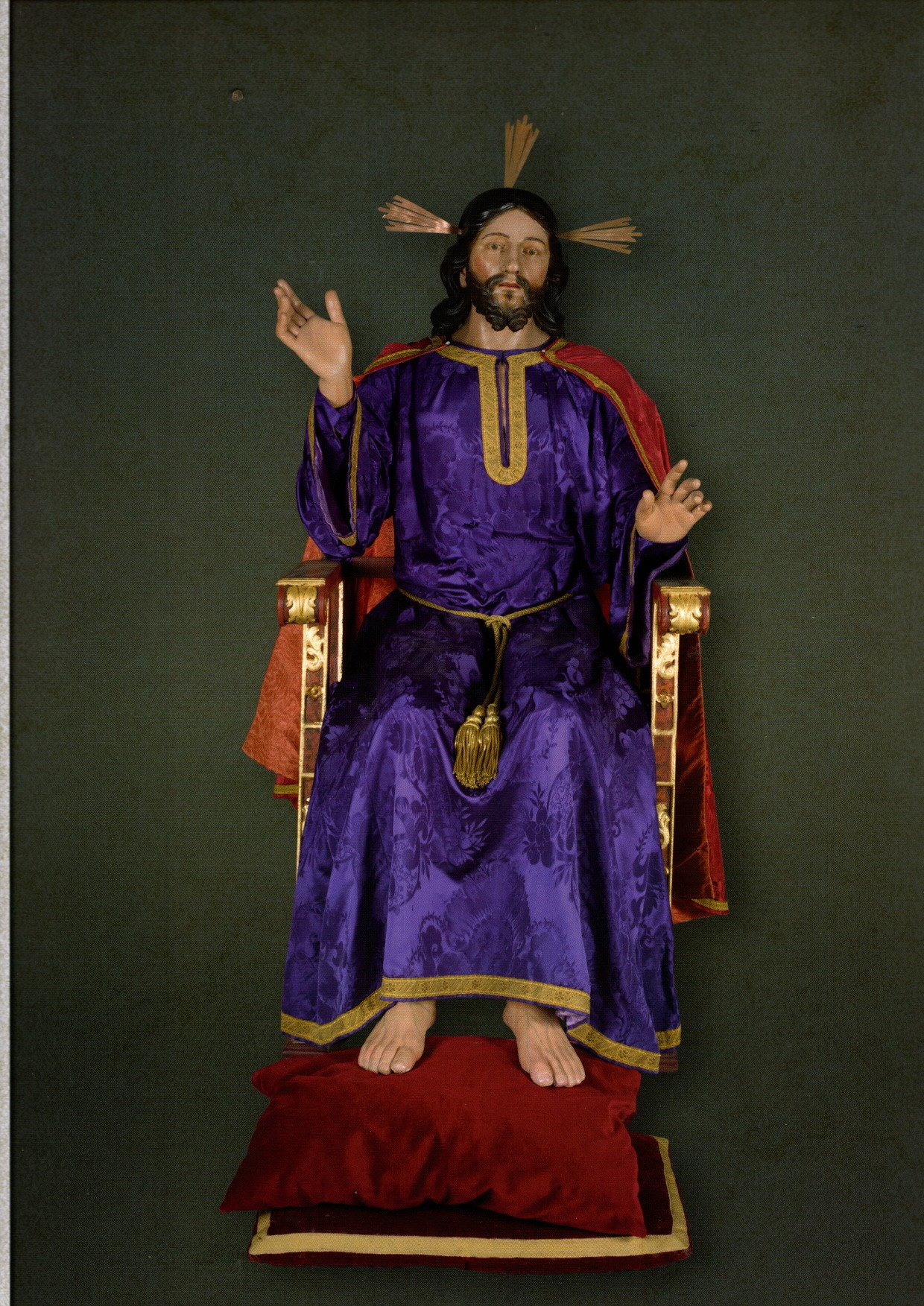
Cristo Predicador de Luján Pérez

La víspera del día en el que se inicia oficialmente la Semana Santa, el templo matriz de Santa María de Guía estaba presidido por la figura del Cristo Predicador. Con él, se trata de recordar la escena en la que Jesús se encuentra en el pueblo de Betania en vísperas de su estancia definitiva en Jerusalén.
Esta iconografía tiene pocas representaciones en Gran Canaria, pues, aun corriendo el riesgo de errar, diríamos que tan solo puede contemplarse, además de en Guía, en la Capital, en Telde, en Teror y en Gáldar (aunque en esta última ciudad se le conoce como El Predicador del Sermón en la Montaña). 
La obra de Guía, de 1801, se debe a la mano de Lujan Pérez, al que también se le encargaría en 1802 su homónima para el desaparecido convento dominico de San Pedro de Verona de Las Palmas de Gran Canaria. Ambas obras son de vestir, y en ellas, se presenta a Jesús sentado en un sillón desde el que, con serena tristeza, les comunica a sus más allegados su inminente pasión y muerte que va a sufrir.

## Domingo de Ramos

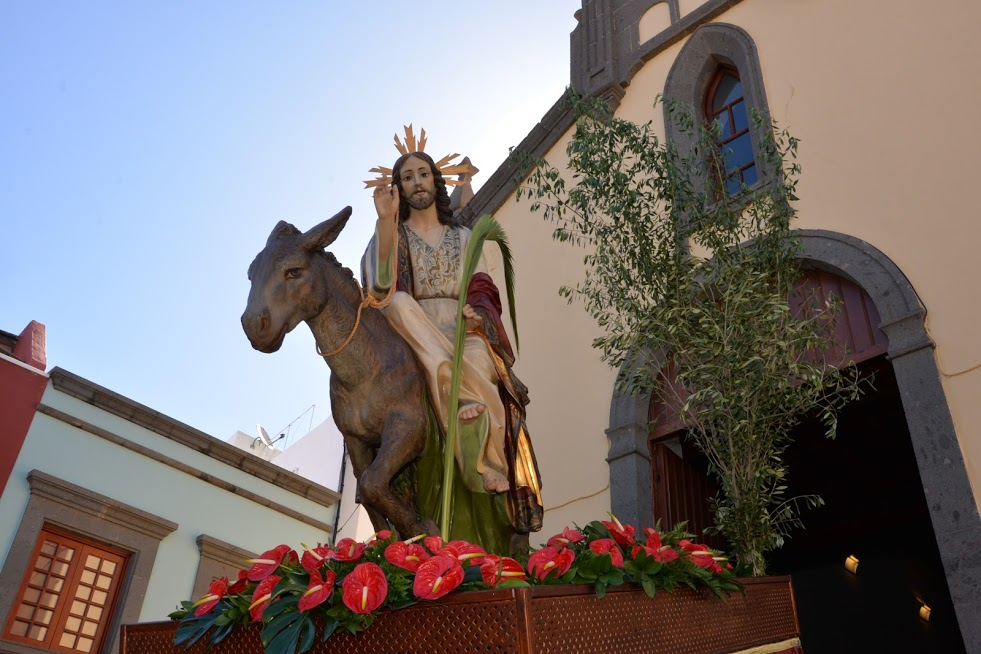
La Burrita

Esta jornada en Guía estaba dividida en dos franjas horarias bien diferenciadas: la mañana y la tarde/noche.
Por la mañana, como se sigue haciendo en la actualidad, la población se concentraba en la Plaza de San Roque y en el interior del santuario del compatrono local para la bendición de los ramos, acto que precede a la primera de las procesiones, la de la entrada en Jerusalén (conocida popularmente como La Burrita).

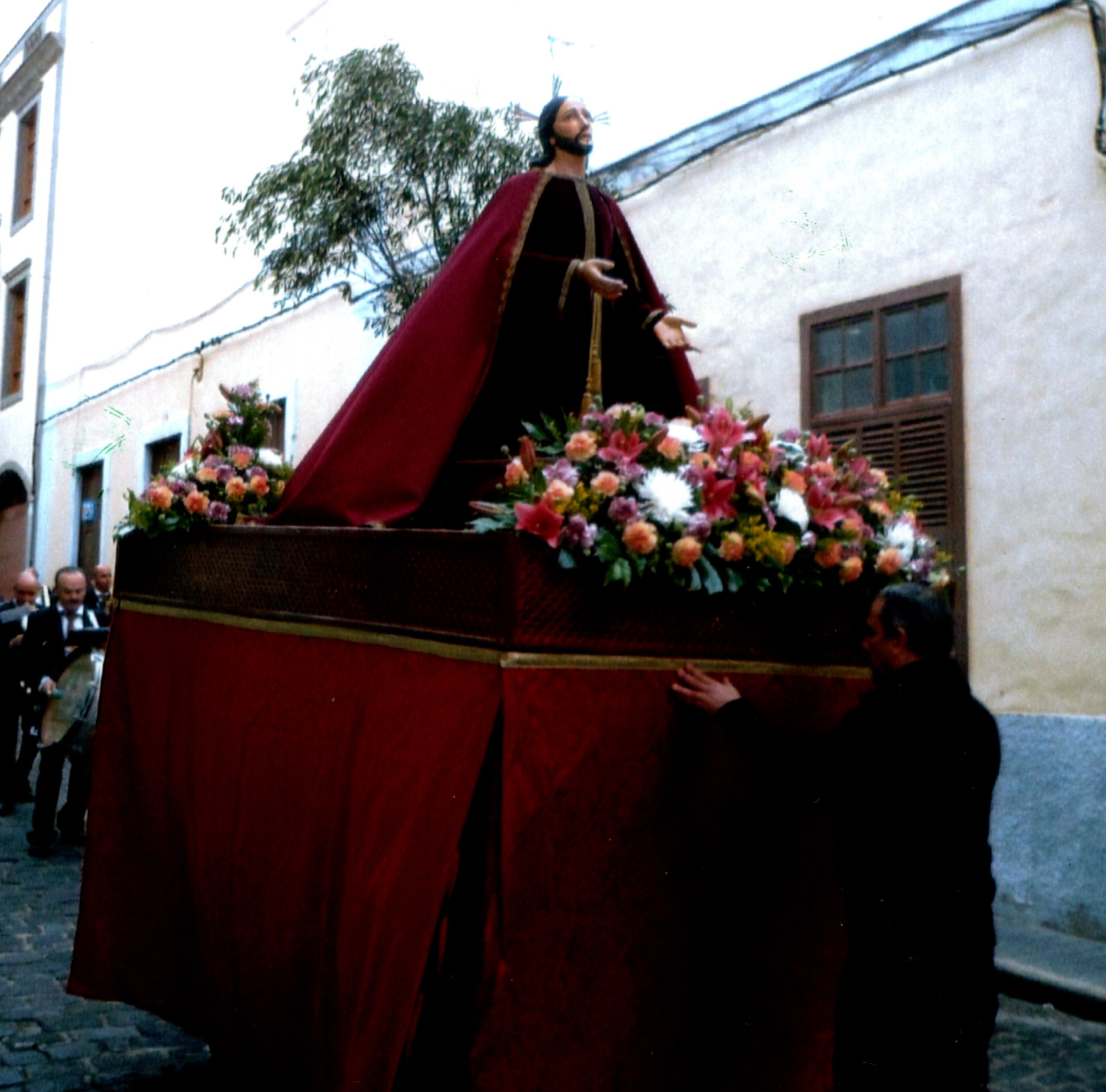
Oración en el Huerto de Luján Pérez

Su representación es algo relativamente reciente en las Islas; prueba de ello es que no consta que a Luján Pérez o a cualquier otro artista coetáneo se le encargara una imagen de esa iconografía. La imagen presente está en Guía desde la década de 1940. Es obra de serie, pues fue encargada a unos talleres catalanes y, salidas del mismo molde, existe solo en Gran Canaria al menos una decena de ellas similares, en las que solamente cambia la policromía.

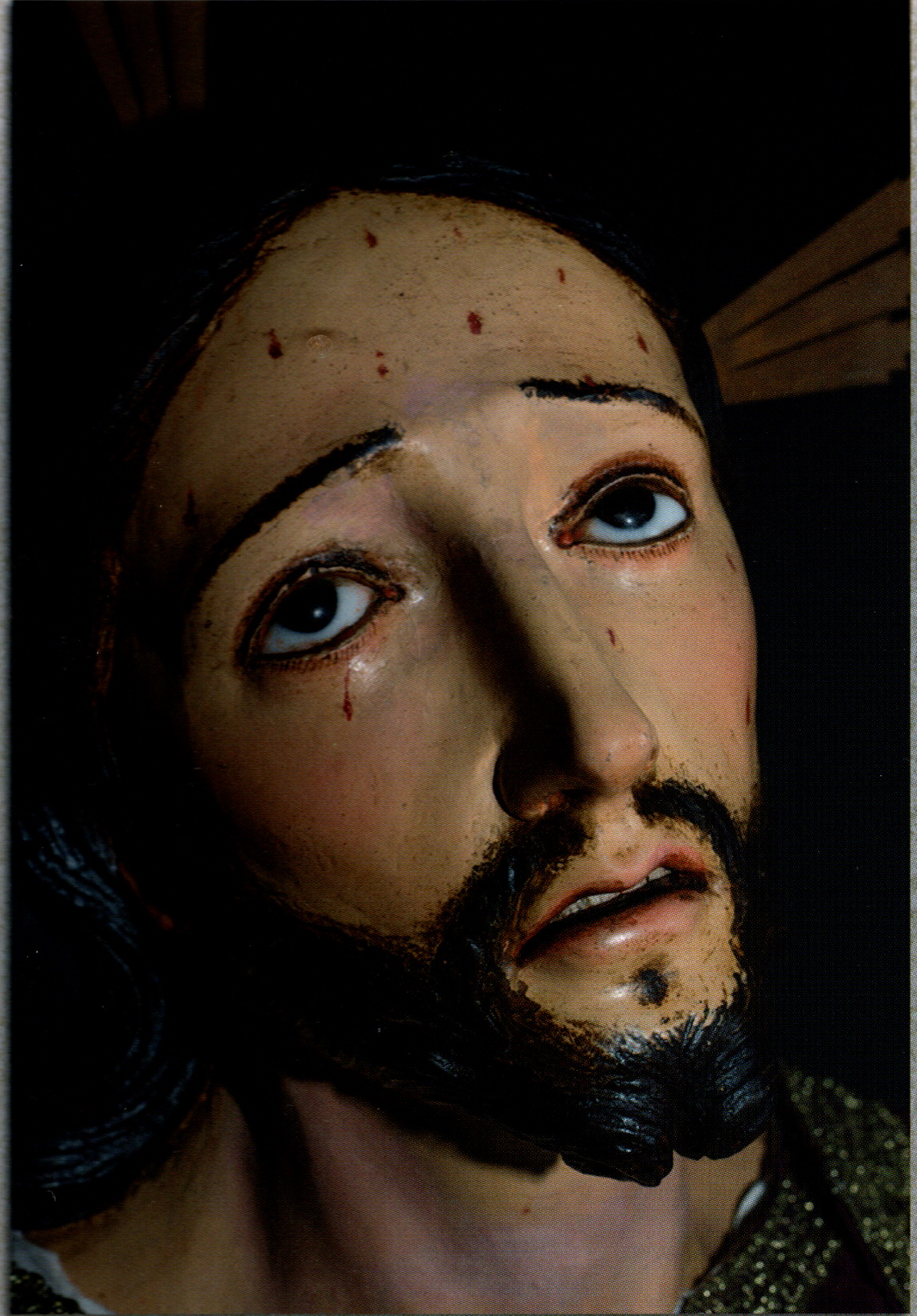
Oración en el Huerto, de Luján Pérez

Tras la llegada de la procesión al templo parroquial y después de los cultos litúrgicos propios del día, en privado se retiraba la imagen del trono y éste, conservando los ramos de acebuche que lo decoraban, se preparaba para los actos que tendrían lugar para la tarde/noche.
Los cultos vespertinos estaban presididos por la imagen de la Cristo de la Oración en el Huerto, de Luján, al que se le sumaba el único ángel desmontable, de la talla de La Virgen de Las Mercedes. Este ángel no es otro que el que sostiene el atributo de dicha advocación mariana: los grilletes; para la ocasión, se le cambiaban éstos por el cáliz que, metafóricamente, hace alusión a los sufrimientos de La Pasión. Al formarse la escena, el grupo estaría formado por dos figuras del mismo imaginero.
Con respecto a la escultura del Cristo del Huerto, se sabe que Luján talló otras dos, una para Las Palmas de Gran Canaria y otra para San Cristóbal de La Laguna, en Tenerife, ambas para sendos conventos de la orden de San Francisco.
Es curioso como llegó esta escultura a Guía. Al parecer, la parroquia contaba en tiempos de Luján con otra imagen de igual iconografía, pero como ésta se encontraba en mal estado de conservación, sus celadores le pidieron al imaginero que la retocara, ya que faltaba poco para la Semana Santa. No obstante, la reacción de Luján fue muy distinta a la esperada: de un hachazo la terminó de romper y, tras el lógico enojo de quienes presenciaron el acto, los tranquilizó diciéndoles que tendrían otra imagen en los días indicados, hecho que cumplió. El resultado es una talla arrodillada llena del dramatismo que la escena requiere, en la que Jesús muestra su angustia y soledad en el momento en que espera a sus capturadores, y ello se nota en la fuerte expresividad que tienen su rostro y sus manos.

## Lunes Santo

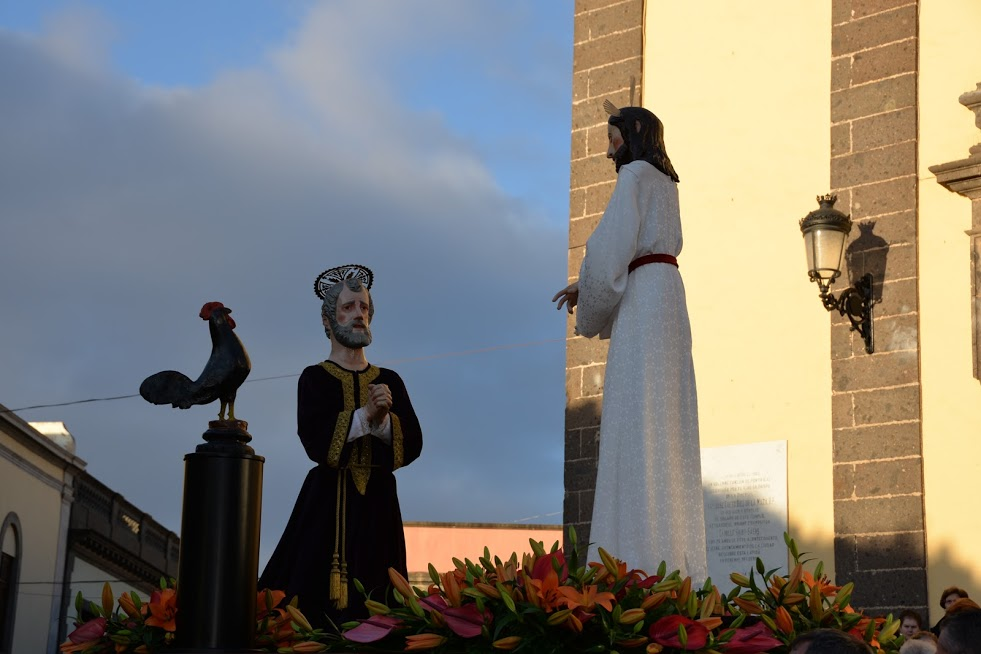
Cristo de la Humildad y Paciencia

Es el día dedicado a la secuencia en la que Jesús permaneció cautivo por los miembros del Sanedrín judío y sometido a su juicio. La imagen que presidía la escena en la parroquia matriz guiense era el Cristo conocido en Gran Canaria como de la Humildad y Paciencia. Pero no estaba solo, ya que se exponía flanqueado por San Pedro Penitente y San Juan Apóstol. Veamos las tres esculturas por separado.

### Cristo de la Humildad y Paciencia
Tiene una apariencia inconfundiblemente arcaica, pasando por ser considerado como una de las piezas más antiguas de las que actualmente se conservan en Guía. (junto con la de Santa Lucía, la Virgen que se conserva en la sacristía del Templo o la propia Virgen de Guía).
Se trata de una imagen de las llamadas de candelero, de autor anónimo. Su cabeza es más bien pequeña, aunque la estatura total casi alcanza unos un metro 70 cm. Se caracteriza por su rostro alargado y poco expresivo, con nariz afilada. La melena apenas presenta relieve, y, en cuanto a sus manos, como el rostro, tampoco tienen una expresividad llamativa….pero el conjunto de todo este arcaísmo es el que le confiere el atractivo que tiene.
Como ya se dijo, es una obra anónima, aunque tanto sus rasgos como la identidad del personaje que representa recuerdan bastante a una saga de escultores del siglo XVII procedentes de Garachico (Tenerife) cuya mayor producción se trata, precisamente, de cristos. Nos referimos a la saga de los Alonso de la Raya.
Este pasaje evangélico es poco corriente en Gran Canaria, pudiendo contemplarse el de la parroquia de San Francisco de Las Palmas de G.C. (remodelado posteriormente por Luján Pérez) y, mucho más moderno, el de Arucas (de la segunda mitad del siglo XX).

### San Pedro Penitente

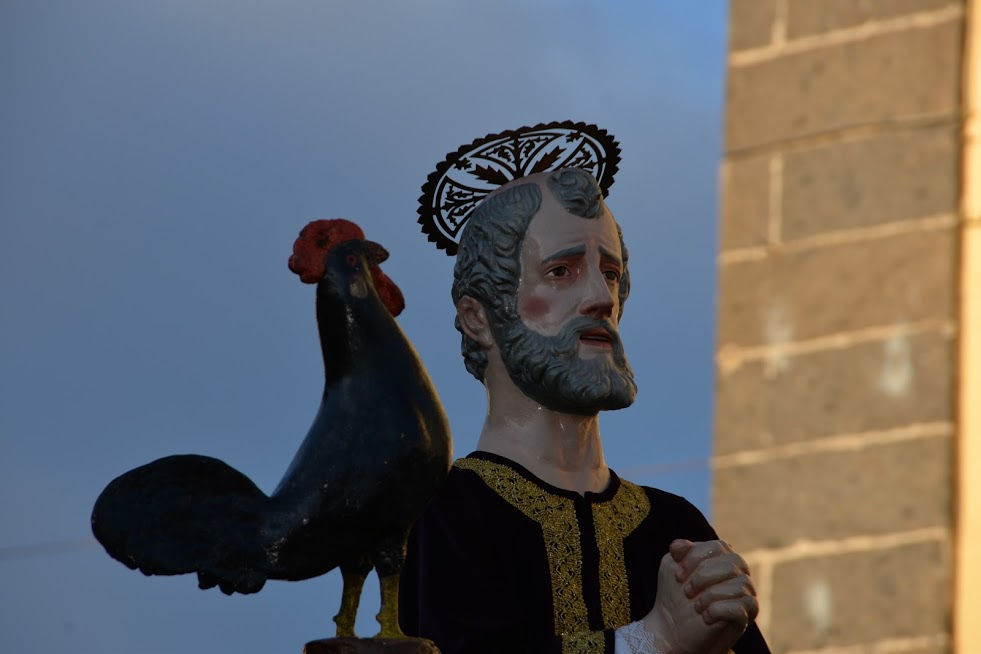
San Pedro Penitente

Es una iconografía generalmente vinculada a los Cristos de la Humildad y Paciencia, pues refleja al apóstol llorando (por lo que también se conoce como Lágrimas de San Pedro) tras haber comprendido que acababa de negar a su maestro en ese momento crucial. Junto a él suele verse a un gallo en alusión a su canto, que le hizo reconocer a Pedro su propia cobardía.
La obra de Guía es, como la anterior, antigua, de candelero y anónima. En ella se muestra al personaje arrodillado, con un rostro claramente arrepentido y las manos entrelazadas, como implorando perdón. Recientemente restaurada ganó en vistosidad.

### San Juan Apóstol

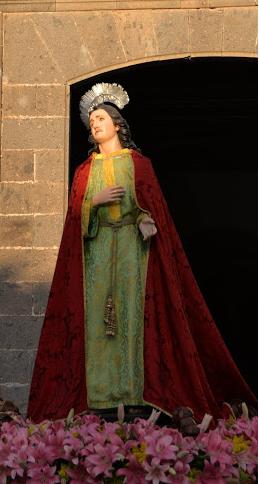
San Juan Apóstol

Una de las iconologías más frecuentes en la Semana Santa, el Discípulo Amado, que se encuentra en Guía (el único presente en todo el municipio, pues no se encuentra en el resto de las parroquias) data de 1891. La talla que nos ocupa es prototipo de su representación más frecuente: rostro que mira hacia arriba, expresión de dolor en su cara y mano derecha colocada delante de su corazón.
Su artífice es Arsenio de Las Casas. Este es un artista palmero que, aunque por cronología (1834-1924) no pudo convivir con Luján (fallecido en 1815), lo tomó como referente en su modo de esculpir. De Las Casas tenía un espíritu bohemio que le hacía no estar en un domicilio fijo: allí donde se le encargaba alguna obra es donde residía momentáneamente; por este motivo hizo vida en Guía en las postrimerías del siglo XIX, donde se conserva otra suya (si bien de formato pequeño), un Agnus Dei en el mismo templo.

## Martes Santo

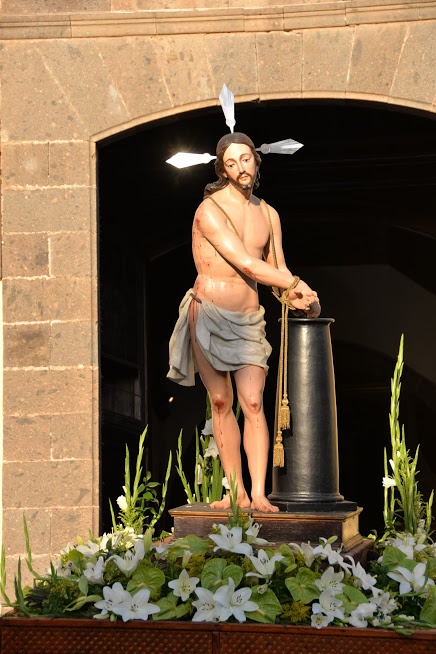
Cristo atado a la columna

Según se aproximan los días más solemnes de la Semana Mayor, va en aumento la cantidad de imágenes que representan la Pasión de Cristo. Por tradición en Gran Canaria, este día tiene como protagonista al pasaje de la flagelación. La iconología de esta jornada es la del Cristo atado a la columna. En Guía, la talla no estaba sola en el presbiterio del templo, pues lo acompañaban, a ambos lados, las de la Virgen Dolorosa y de San Juan. Como de este último se dieron datos el día anterior, ahora se hará mención a las dos imágenes restantes, que datan de 1795.

### Cristo atado a la columna
Su autor vuelve a ser Luján Pérez. En las islas ya existían tallas sobre este tema, unas muy antiguas, de factura popular, y otras realizadas por escultores de cierto renombre. Al respecto, muy posiblemente se fija Luján en las homónimas que se encuentran en Las Palmas de Gran Canaria (obra de Tomas A. Calderón De La Barca, 1798) y la Orotava, en Tenerife (Pedro Roldán, 1689). El imaginero guíense ya había tallado dos años antes el Cristo que se conserva en Teror.
El que posee Guía es una escultura completa, de tamaño natural, que se caracteriza por un logrado contraposto y una policromía realista que resalta las múltiples heridas causadas por la flagelación. Estos detalles dejan patente que la talla tiene mucho de barroco, pero también presenta un gesto que lo emparenta en parte con el neoclásico: la expresión serena de su rostro (a diferencia de los de Las Palmas y Teror, cuyas miradas alzadas transmiten más sensación de dolor y, por tanto, mayor barroquismo).<

### Virgen Dolorosa

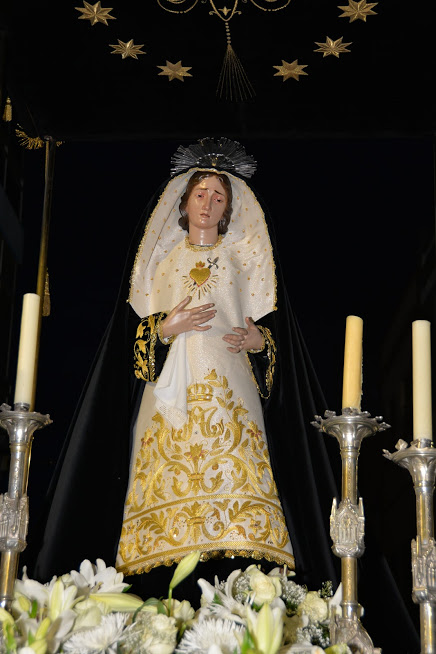
Virgen Dolorosa de Luján Pérez

Ahora entramos en el tema más numeroso en la obra de Luján; ya fuera a tamaño mediano o regular, al “Maestro Pérez” (como se le llamaba) se le encargó cerca de una veintena de dolorosas.
Pueden observarse muchas versiones sobre la misma (rostros mirando hacia arriba o hacia abajo, bocas cerradas o entreabiertas, manos en distintas posturas), pero todas tienen en común la disposición de las cejas en actitud de lamento por los padecimientos de su hijo. La obra guíense es de vestir, aunque la totalidad de su anatomía esta tallada (lo mismo haría con su Cristo en el huerto de la misma localidad), mira hacia abajo y tiene las manos cruzadas ante el pecho.
Según se cuenta, ambas obras citadas eran un encargo para la parroquia de otro pueblo, pero dado que Luján no recibió el pago acordado, decidió que el destino final de las dos fuera la parroquia de su “patria chica”.
El Martes Santo tiene lugar la 2ª de las procesiones en Guía. En este caso solo desfila el Cristo de la Columna, en recoleto itinerario de Vía Crucis y sin acompañamiento de banda musical.

## Miércoles Santo
Tradicionalmente es la jornada dedicada a conmemorar la subida al Calvario, siendo cuatro los tronos que procesionan en Guía: el Cristo con La Cruz a cuestas, la Verónica, San Juan y La Dolorosa. Solo se describirán ahora las imágenes que se van incorporando, día a día, al elenco de la Semana Santa.

### Cristo con la cruz a cuestas o Jesús Nazareno
Es una talla de vestir que, como otras de las mismas características, tiene como objetivo el que lleguen a los devotos de la forma más impactante posible. Para explicar el hecho con mayor claridad: cuando una imagen que viste telas de verdad desfila por las calles, tanto sus ropas como el movimiento que el paso del trono produce, así como el aire que recibe, provocan un efecto realista que antiguamente conmovía a los fieles. Esto es un recurso que, durante el barroco, se practica con asiduidad.
Del Nazareno guiense no se conoce su autor. Se venera en el templo desde tiempo inmemorial (siglo XVII o quizás inicios del XVIII). Puesto que está en actitud de caminar hacia el Calvario cargando con la cruz, a lo que se une que es talla de vestir, la conmoción de la feligresía a su paso por las calles es considerable.

### La Verónica
Este personaje solo aparece en los Evangelios no oficiales o Apócrifos. La tradición popular cuenta que, cuando Cristo avanzaba pesarosamente y cubierto de llagas hacia su lugar de ejecución, una mujer de Jerusalén se apiada de él y, aún arriesgándose a ser golpeada por los verdugos de Jesús se atrevió a limpiarle la cara con un paño. Termina el relato narrando que, milagrosamente, en esa tela se estampó el rostro de Cristo. Precisamente, la etimología de Verónica deriva de “vera-icono” (verdadera imagen).
La Verónica de Guía, obra de candelero, parece del siglo XIX y, por algunos detalles de su cuerpo, hace suponer que, en algún momento era una Virgen María a la que se le cambia su identidad.
Como ocurre en otros muchos lugares, la procesión del miércoles la inicia el Nazareno en solitario, y en algún punto se encuentra con los demás personajes (razón por la que es conocida como PROCESIÓN DEL ENCUENTRO). En el caso de Guía esta ceremonia se desarrolla en la plazoleta de San José, donde es acompañada de cantos corales.

## Jueves Santo
Desde el punto de vista procesional, en Guía antiguamente se efectuaba la salida de la conocida como la del Calvario, en la que figuraban el Cristo Crucificado, San Juan y la Dolorosa. Así sucedió hasta los años de la posguerra, ya que por ese entonces el Obispo Antonio Pildáin advirtió que el Jueves Santo debe dedicarse exclusivamente al culto de la Eucaristía, por lo cual quedaban prohibidas las procesiones de pasión, tal día como ese, en toda la Diócesis de Canarias. En Guía se acató dicha orden trasladando el Calvario al viernes por la mañana. Desde 1968, año en que se suprime la procesión, pasa a integrarse en la del viernes por la tarde.
Para su pueblo, Luján esculpió dos crucificados de tamaño natural: uno para que se venerara en la capilla del Calvario y otro en el Altar Mayor de la Parroquia. Dado que ambas imágenes coinciden en autoría, temática y recinto en el que se encuentran, vamos a llamarlas, de entrada, Crucificado 1 y Crucificado 2.

### Primer Crucificado
Hasta 2012 se exponía en el Calvario y era el que salía en Semana Santa. Su apariencia es la de un reo que acaba de fallecer en la cruz pero que, más que muerto, parece dormido (rasgo que repite Luján en los cerca de la decena que talló para varios municipios).
Este en concreto destaca por su cromatismo notoriamente pálido, así como por el vuelo de su paño de pureza, como si estuviera movido por el viento.

### Segundo Crucificado
Hasta hace poco presidía el ático del Altar Mayor. Aunque tiene el lógico parecido con el anterior, el que ahora tratamos, una policromía es más acentuada, además de unos rasgos anatómicos más armónicos, que lo relacionan con el que el mismo imaginero realizó para la Catedral de Santa Ana.
Considerando las diferencias entre ambas esculturas, por razones artísticas en 2013 se llevó a cabo un intercambio de ubicación entre ambas, pasando esta última del Altar Mayor a ser el que desfila actualmente en la procesión magna de la tarde del Viernes Santo.

## Viernes Santo
Se llega al día más solemne de la Semana Santa. La Procesión estrella de la jornada es la del Entierro de Cristo. Guía poseía de antiguo un sencillo Sepulcro cuya imagen se limitaba a una cabeza del Jesús muerto que se acompañaba de un relleno para formar el resto de la anatomía (lógicamente, cubierto por una sabana emulando el Sudario).
Pero en 1944 se le encarga a José de Armas Medina (1913-1996) un nuevo Sepulcro (de 160 por 240 por 140 centímetros) con su correspondiente Cristo Yacente. De Armas ya había realizado uno para la Vega de San Mateo y tallaría otro para Fontanales (Moya), pero el de Guía los supera en espectacularidad. Sería financiado por un familiar suyo que el artista agaetense tenía en Guía, Eusebia de Armas Almeida (señora que también financiaría el Colegio de los Salesianos).
Todo el Sepulcro se concibe dentro de una tendencia entre historicista e indigenista, donde están presentes figurillas de personajes alusivos a la Pasión, el apostolario al completo, ángeles en distintas posturas y un friso con bajorrelieves que rememoran las últimas escenas de la vida de Jesús.
El Cristo Yacente, de tamaño mayor al natural, es de estilo realista con la carnación pálida propia de los cadáveres y en la que son patentes las heridas de su pasión.
En 1968 cambió el carácter del desfile vespertino del Viernes Santo, ya que desde ese año se le fueron sumando progresivamente las imágenes que habían sido expuestas en los días anteriores, con lo que la Procesión del Santo Entierro pasaría a ser procesión Magna.
La noche de la jornada tiene lugar la entrañable Procesión del Retiro, con la Virgen Dolorosa, en la que puede escucharse la Marcha fúnebre de Chopin. Desde 2013 la Dolorosa es acompañada por la figura de San Juan.
Con independencia de los cultos de la Parroquia matriz, en la de San Pedro Apóstol de La Atalaya tiene lugar este día, desde hace medio siglo, otra celebración con un Crucificado de serie y una Dolorosa de vestir.

## Sábado Santo
Después de varias jornadas de ajetreo se llegaba a un día de mayor tranquilidad, marcado por el luto tras la muerte de Jesucristo. Las siguientes ceremonias tendrían lugar en la madrugada y el alba del domingo, pero con el tiempo se adelantaron a la noche del sábado.
Hasta hace décadas el último trono en salir era el del Cristo Resucitado; en algún momento dejó de hacerlo, pero fue restituido en 1997.
El Cristo de esta iconografía es distinto a las demás imágenes de la Semana Santa guiense: además de tener un tamaño pequeño es obra de serie, no fue realizado de forma individual, como las demás imágenes (salvo la de la Burrita), sino que procede de un molde industrial. Al contrario de las procesiones que precedieron en días anteriores, este último paseo por las calles destaca por su carácter alegre, algo que se nota en el repique de campanas y en el repertorio musical.
Tras la procesión tenía lugar el acto festivo de la Quema de Judas, pero el acto fue perdiendo arraigo porque aumentaba el número de personas que lo consideraba injusto con el papel incómodo pero necesario que le tocó desempeñar a Judas Iscariote en los roles de los distintos personajes de la Pasión. Por ello, actualmente se ha cambiado por un brindis popular en la Plaza Grande. Con esta celebración puede considerarse que la Semana Santa ha terminado.